# Folketingswahl 1947
- Kommunisten (K): 9
- Sozialdemokraten (A): 57
- Sozialliberale (B): 10
- Gerechtigkeitsbund (E): 6
- Färöer: 2
- Liberale Partei (V): 49
- Konservative (C): 17

Die Folketingswahl 1947 war die 44. Wahl zum dänischen Parlament Folketing. Sie fand am 28. Oktober 1947 statt, außer auf den Färöern, wo erst am 18. Februar 1948 gewählt wurde. Bei der Wahl wurden 150 Abgeordnete, 148 vom Festland und 2 von den Färöern, in den Folketing gewählt. Wahlsieger waren die Sozialdemokraten mit 57 Sitzen. Die Wahlbeteiligung betrug 85,8 % in Dänemark und 60,1 % auf den  Färöern.

## Ergebnis
| Partei                                | Stimmen   | Prozent | Mandate | +/- |
| ------------------------------------- | --------- | ------- | ------- | --- |
| Sozialdemokraten                      | 834.089   | 40,0 %  | 57      | +9  |
| Liberale                              | 574.895   | 27,6 %  | 49      | +8  |
| Konservative                          | 259.324   | 12,4 %  | 17      | −9  |
| Radikale Venstre                      | 144.206   | 6,9 %   | 10      | −1  |
| Kommunisten                           | 141.094   | 6,8 %   | 9       | −9  |
| Retsforbundet                         | 94.570    | 4,5 %   | 6       | +3  |
| Hauptstadt-Liberale                   | 45.829    | 2,2 %   | 3       | neu |
| Dansk Samling                         | 24.747    | 1,2 %   | 0       | −4  |
| Slesvigske Parti Schleswigsche Partei | 7.464     | 0,4 %   | 0       | neu |
| Unabhängige                           | 3.775     | 0,2 %   | 0       | ±0  |
| ungültige Stimmen                     | 4.874     | ---     | ---     | --- |
| Insgesamt                             | 2.089.015 | 100     | 148     | ±0  |

Zu Hauptstadt-Liberale: Die Venstre in Kopenhagen trat als eigenständige Partei an (Lista Civetta), um das Wahlrecht auszunutzen um Ausgleichsmandate zu gewinnen. Wegen der Wahl drängten die anderen Parteien auf eine Veränderung im Wahlgesetz, das 1948 durchgesetzt wurde.

### Färöer
| Partei            | Stimmen | Prozent | Mandate | +/- |
| ----------------- | ------- | ------- | ------- | --- |
| Volkspartei       | 4.135   | 42,7 %  | 1       | ±0  |
| Unionsten         | 2.754   | 28,4 %  | 1       | +1  |
| Sozialdemokraten  | 1.990   | 20,5 %  | 0       | ±0  |
| Selbstverwaltung  | 809     | 8,4 %   | 0       | ±0  |
| ungültige Stimmen | 34      | ---     | --      | --- |
| Insgesamt         | 9.722   | 100 %   | 2       | +1  |

## Parteien und Kandidaten
Die Sozialdemokraten führte – wie bei der vorherigen Folketingswahl 1945 – Hans Hedtoft als Spitzenkandidaten. Dieses Mal wurde er auch als Ministerpräsidenten am 13. November 1947 der dänischen Regierung Hedtoft I gewählt, die bis zum 30. Oktober 1950 regierte.
Die Liberalen gingen mit Knud Kristensen als Spitzenkandidaten in die Wahlen, dieses Mal wurde er aber nicht als Ministerpräsident gewählt.
Die Konservativen gingen mit dem früheren Verteidigungsminister Ole Bjørn Kraft an ihrer Spitze ins Rennen. Sie verloren 9 Sitze im Vergleich zur vorherigen Wahl, was mit den Kommunisten der höchste Verlust an Mandaten ist.
Die Kommunisten gingen mit Aksel Larsen als Spitzenkandidat ins Rennen. Sie verloren 9 Sitze zur vorherigen Wahl, bei der sie ihr – bis jetzt – bestes Wahlergebnis erzielten.
Die Retsforbundet gewann 3 Sitze hinzu und hatten damit 6 Mandate im neu gewählten Folketing und war damit die kleinste Fraktion.